# 劉夢潮
劉夢潮（1568年—1632年），字國壮，號海若，福建泉州府同安县人，明朝政治人物、进士出身。

## 生平
少孤，守约奉母命。萬曆四十年（1612年）壬子科福建鄉試舉人，萬曆四十七年（1619年）己未科进士，户部觀政，天啓元年授江西新建县知县，二年調知南昌县，设法捕盗，旁邑以寧。五年改北京武學教授，著孫子十三篇注解。六年升國子監助教，擢禮部儀制司郎中，教习驸马，轉主客司。朝鲜入貢，贈送一块璞玉給他，值五百金，推辞不受。崇禎元年（1628年），升礼部员外郎，二年升郎中，四年升廣西蒼梧道副使，以廉洁兼署學政，有家門宿怨为蒼梧属吏，夢潮以直報之，自是释憾修睦。邑里稱为長厚君子，崇祯五年卒于官，年六十五。著有《易義畫前稿》行世，祀鄉賢。

## 家族
曾祖劉朝權。祖父劉恭。父劉存德，廣西副使。兄劉夢松。
子劉霖任，舉人。孫劉望齡，進士。